# Siagonodon exiguum
Siagonodon exiguum — вид змій родини струнких сліпунів (Leptotyphlopidae). Мешкає в Бразилії і Французькій Гвіані. Описаний у 2023 році.

## Поширення і екологія
Siagonodon exiguum відомі з двох місцевостей, одна з яких розташована на плато Монте-Бранку в Національному лісі Сарака-Такера в бразильському штаті Пара, а друга — на плато Мітарака у Французькій Гвіані. Вони живуть у вологих тропічних лісах.